# Entführungsfall Henrike Dielen und Stefan Okonek
Die Entführung von Henrike Dielen und Stefan Okonek begann im April 2014, als Mitglieder der islamistischen Terrorgruppe Abu Sayyaf das deutsche Seglerpaar auf die Insel Jolo in den Philippinen verschleppten. Sechs Monate waren die Geiseln in Gefangenschaft, bis sie am 17. Oktober 2014 freigelassen wurden. Henrike Dielen verfasste ein Buch, in dem sie über ihre Erlebnisse in Gefangenschaft berichtet.

## Entführung

### Gefangennahme
Am 17. April 2014 segelten der 72-jährige pensionierte Kardiologe Stefan Okonek und seine Lebensgefährtin Henrike Dielen mit ihrer Jacht Catherine im Süden der Insel Palawan in den Philippinen. Plötzlich kamen Mitglieder von Abu Sayyaf an Bord, die sich als Polizisten ausgaben und das Boot durchsuchen wollten. Die Terroristen verschleppten das Paar in einer 30-stündigen Fahrt in einem Motorboot. An Land der Insel Jolo folgte ein langer Marsch in den Urwald, in dem sich das Camp der Gruppe befand.

### Ultimatum
Am 23. September 2014 veröffentlichte Abu Sayyaf ein Schreiben, in dem ein Ultimatum gestellt wurde. Die deutsche Bundesregierung sollte bis zum 10. Oktober 2014 ein Lösegeld in Höhe von 250 Millionen Pesos (rund 4,3 Millionen Euro) zahlen. Ferner sollte sich Deutschland nicht am Krieg in Syrien und Irak beteiligen. Es wurde mit der Enthauptung von Okonek gedroht, falls die Forderungen nicht erfüllt werden. Die Gruppe setzte dann die Frist auf den 17. Oktober 2014 fest und veröffentlichte Fotos der Geiseln, auf denen die Terroristen mit Maschinengewehren und Macheten posierten.

### Freilassung
Am Tag vor Ablauf des Ultimatums schickte der deutsche Außenminister Frank-Walter Steinmeier den Krisenmanager Rüdiger König auf die Philippinen, um mit den Terroristen zu verhandeln. Zeitgleich wurde das Camp von Soldaten umstellt. Am 17. Oktober wurden die Gefangenen freigelassen, wie das Auswärtige Amt auf Twitter bestätigte. Henrike Dielen und Stefan Okonek wurden in die deutsche Botschaft in der philippinischen Hauptstadt Manila gebracht und psychologisch wie medizinisch betreut.

## Buch
Henrike Dielen veröffentlichte am 21. September 2016 das Buch Der entführte Traum – In der Gewalt islamistischer Terroristen bei Rowohlt, in dem sie von ihren Erlebnissen im Terroristencamp, aber auch von vergangenen Segelreisen, erzählt.